# Felix Komolong
Felix Komolong (Lae, 6 marzo 1997) è un calciatore papuano, difensore del Lae City e della Nazionale papuana.

## Biografia
Ha due fratelli, entrambi calciatori in squadre papuane, Alwin e Kusuga. Alwin è un attaccante e gioca nella sua stessa squadra, il Lae City. Kusuga è un portiere e milita nell'University Inter.

## Carriera

### Club
Ha sempre giocato nel campionato di casa, debuttando a 15 anni.

### Nazionale
Partecipa alla Coppa delle nazioni oceaniane 2016 con la propria nazionale, arrendendosi solo alla Nuova Zelanda in finale.